# Wii Fit
Wii Fit (Wiiフィット, Wī Fitto) é um jogo eletrônico de exercícios desenvolvido para o Wii. O jogo vem acompanhado junto com o acessório Wii Balance Board que permite a realização de vários exercícios. Foi lançado no Japão em dezembro de 2007 e em 2008 em outras regiões. Devido a seu imenso sucesso entre jogadores casuais, Wii Fit se tornou um dos jogos mais vendidos do Wii e de todos os tempos. Seu sucessor é Wii Fit Plus.
O jogo usa uma plataforma única chamada Wii Balance Board, no qual o jogador se posiciona durante o exercício. O Board não é uma prancha de equilibro mas um dispositivo que rastreia o centro de equilíbrio do usuário. O jogo conta com atividades de yoga, treinamento de força, aeróbico entre outros. Hiroshi Matsunaga , o diretor do título, descreveu o jogo como uma "maneira de ajudar as famílias a se exercitarem juntas". O Wii Fit foi um dispositivo usado como instrumento fisioterápico por várias instituições de saúde ao redor do mundo. Tem sido usado em asilos para melhorar a postura de idosos.

## História
O Wii Fit foi revelado primeiramente como Wii Health Pack por Shigeru Miyamoto durante uma conferência em setembro de 2006. Foi descrito como “uma maneira de fazer com que a família se exercite junta”.
Na E3 de 2007, em julho, ganhou seu nome atual e foram revelados mais detalhes.

## Jogabilidade

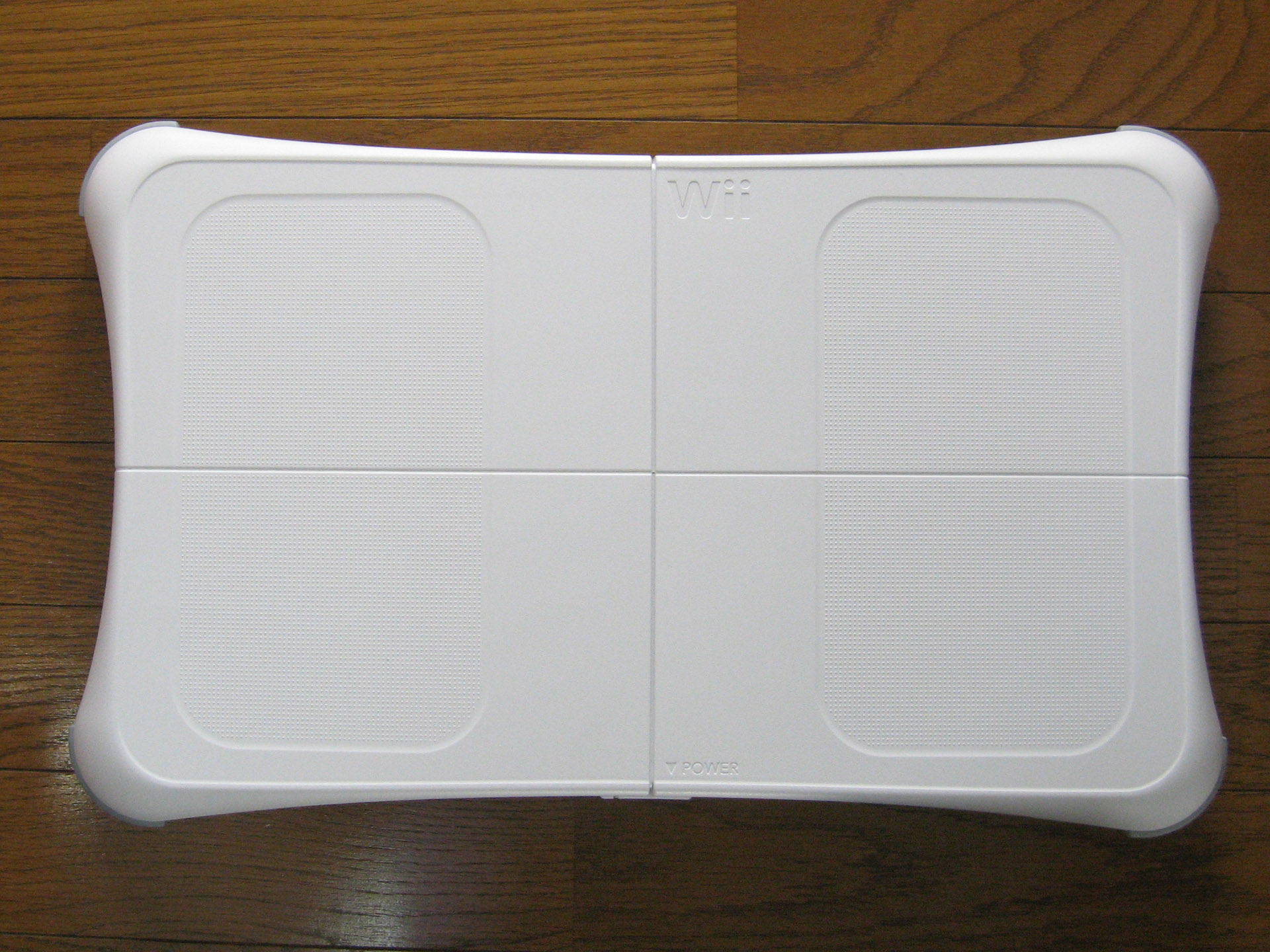
Visão de cima do Wii Balance Board.

É usada uma plataforma chamada Wii Balance Board, que pode calcular o índice de massa corporal (IMC) do jogador, quando em cima da plataforma e indicado a sua altura. O jogo apresenta cerca de 50 atividades diferentes, divididas em 4 categorias: Yoga, exercícios de equilíbrio, aeróbica e exercício físico como flexões. Além disso, o Wii Fit permite que os jogadores possam comparar os resultados dos exercícios através do "Wii Fit Channel" no Wii Menu.
O Wii Fit também tentará definir uma idade ao usuário através do "Wii Fit Age", que compara o resultado dos exercícios feitos, mais o peso e a habilidade atlética demonstrada.
De acordo com o criador Shigeru Miyamoto em entrevista com a IGN na E3 de 2007, existem planos de integrar as funções do WiiConnect24 no Wii Fit. Em nota, talvez esta possibilidade seria de no futuro usar o serviço para contatar um médico que poderia lhe ajudar em sua reabilitação, ou um professor de educação física para lhe ajudar nos exercícios.

### Atividades
Os exercícios providos no Wii Fit, enfatiza o controle no movimento, ao invés do esforço excessivo. São elas: 
| - Yoga - Deep Breathing - Half-Moon - Dance - Cobra - Bridge - Spinal Twist - Shoulder Stand - Warrior - Sun Salutation - Tree - Downward Facing Dog - Standing Knee - Palm Tree - Chair - Triangle | - Treinamento Muscular - Single Leg Extension - Sideways Leg Lift - Arm and Leg Lift - Single-Arm Stand - Torso Twists - Rowing Squat - Single Leg Twist - Lunge - Push-Up and Side Plank - Jackknife - Plank - Tricep Extension - Push-Up Challenge - Plank Challenge - Jackknife Challenge | - Aeróbico - Hula Hoop - Super Hula Hoop - Rhythm boxing - Basic Step - Advanced Step - Free Step - Basic Run - 2-P Run - Free Run | - Jogos de Equilíbrio - Heading - Ski Jump - Ski Slalom - Snowboard Slalom - Table Tilt - Use o equilíbrio para levar uma bola dentro de buracos. - Tightrope - Andar na corda bamba. - Balance Bubble - Navegar em um rio abaixo dentro de uma bolha. - Penguin Slide - Pegar peixes enquanto se equilibra em um cubo de gelo. - Lotus Focus (também conhecido como "Zazen") Não se mexer enquanto olha para a chama de uma vela. |

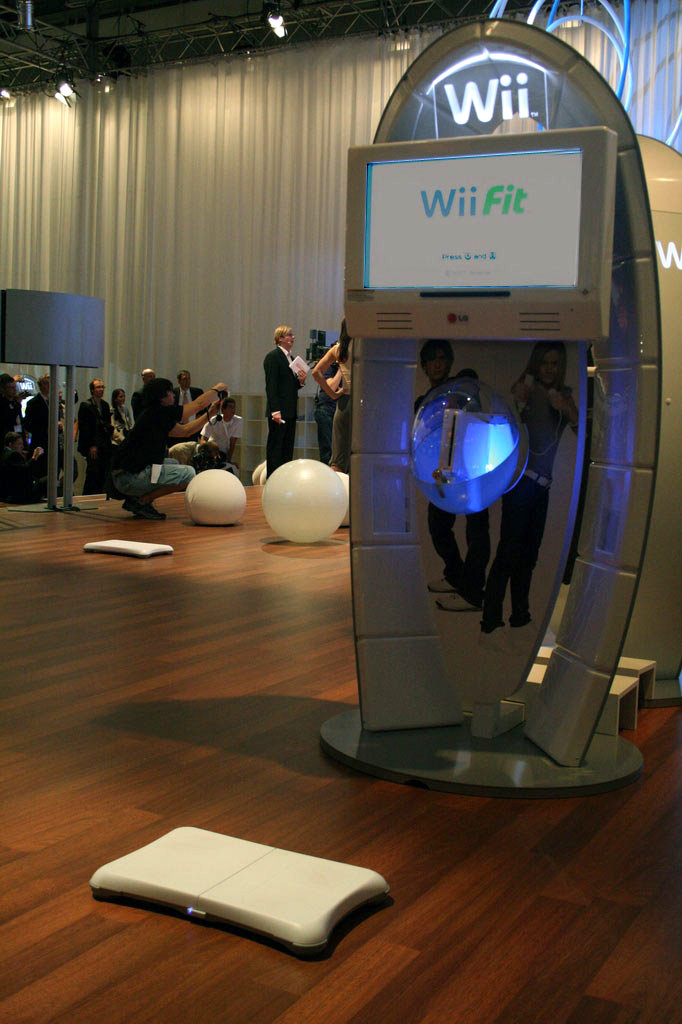
Demostração do Wii Fit na Alemanha.

Novas atividades podem ser destravadas quando se ganha Fit Credits, que são acumulados no seu Fit Bank, que é representado por moedas que são colocadas em um pequeno porco cofrinho. Os minutos no Fit Credits são iguais aos minutos que você joga. Em determinados estágio, novas posições de yoga ou exercícios musculares são liberados baseado no total do seu tempo gasto malhando. Outras vezes, atividades em que sua pontuação é de 100%, ou que são feitas muitas vezes, exercícios mais rigorosos também ficam disponíveis.

## Aplicação na fisioterapia
Devido aos sensores poderem captar o movimento inteiro do corpo do jogador, algumas entidades e profissionais de fisioterapia estão utilizando o Wii Fit com o objetivo de estimular e conceder uma maior motivação de movimento aos seus pacientes.
Em destaque:
- Clínica do Movimento, Portugal.[10]
- Seacroft Hospital em Leeds, Inglaterra;[11]
- Dodd Hall Rehabilitation Hospital, Ohio;[12]
- Universidade Cidade de São Paulo (Unicid), Brasil;[13]
- FisioGames, Brasil;[14]